# Sveti Martin (Sveta Nedelja)
Pour les articles homonymes, voir Sveti Martin.
Sveti Martin (en italien : Vettua San Martino) est une localité de Croatie située en Istrie, dans la municipalité de Sveta Nedelja, dans le comitat d'Istrie. En 2001, la localité comptait 164 habitants.

## Démographie
| 1948 | 1953 | 1961 | 1971 | 1981 | 1991 | 2001 |
| ---- | ---- | ---- | ---- | ---- | ---- | ---- |
| 305  | 309  | 269  | 250  | 215  | 201  | 164  |